# Turdinule de Bornéo
Ptilocichla leucogrammica
Espèce
Statut de conservation UICN

 VU A2c+3c+4c : Vulnérable
La Turdinule de Bornéo (Ptilocichla leucogrammica) est une espèce de passereaux de la famille des Pellorneidae.

## Répartition
Cette espèce vit à Brunei, en Indonésie et en Malaisie.

## Habitat
Elle habite les forêts humides et les zones de marécages tropicales et subtropicales de basses altitudes.
Elle est menacée par la perte de son habitat.